# Eristalinus macrops
Eristalinus macrops är en tvåvingeart som först beskrevs av Karsch 1887.  Eristalinus macrops ingår i släktet slamflugor, och familjen blomflugor.
Artens utbredningsområde är Principe. Inga underarter finns listade i Catalogue of Life.